# Sympherobius signatus
Sympherobius signatus is een insect uit de familie van de bruine gaasvliegen (Hemerobiidae), die tot de orde netvleugeligen (Neuroptera) behoort. 
Sympherobius signatus is voor het eerst wetenschappelijk beschreven door Krüger in 1922.